# Konduktive Förderung nach Pető
Konduktive Förderung ist ein komplexes Fördersystem, das von dem ungarischen Arzt András Pető ursprünglich für Kinder und Jugendliche mit cerebralen Bewegungsstörungen und Erwachsene mit Parkinson-Syndrom oder nach Apoplex unter der Bezeichnung Konduktive Erziehung und Konduktive Pädagogik entwickelt wurde.

## Grundlagen und Geschichte
Der Begriff wurde von Karin S. Weber im Rahmen des ersten deutschen Pilotprojektes (1990–1992) zur Konduktiven Förderung erweitert und hat sich so im deutschsprachigen Raum etabliert. Pető hat die Dokumentation der Konduktiven Förderung selbst nicht systematisch beschrieben. Maria Hári, Petős Schülerin und Nachfolgerin in der Leitung des Pető Andras Institute for Conductive Education of the Motor Disabled and Conductors College, hat in einer Geschichte der Konduktiven Pädagogik Grundgedanken aus der Praxis Petős festgehalten.
Die Konduktive Förderung versteht sich als untrennbare Einheit von Pädagogik und Therapie. Die motorische Förderung ist nur ein Teil des Konzepts, in dem der behinderte Mensch in seiner sozialen, emotionalen, sprachlichen und kognitiven Kompetenz gefördert wird. Im Mittelpunkt steht nicht die Behinderung eines Menschen, sondern seine Persönlichkeit. Die Behinderung wird als eine Lernstörung gesehen, die überwunden werden kann, aber nicht heilbar ist. Es hat sich in der Praxis gezeigt, dass die Konduktive Förderung auch bei anderen Behinderungen geeignet ist.
Pető hat das Berufsbild der Konduktorin geschaffen, das in Ungarn 1963 staatlich anerkannt wurde. Abgeleitet von lateinisch conducere ‚zusammenführen‘, führt die Konduktorin die verschiedenen Kenntnisse aus den einzelnen pädagogischen, therapeutischen und medizinischen Bereichen zu einem individuellen Konzept zusammen. Pető hat die Anerkennung des „pädagogischen Charakters seiner konduktiven Bemühungen“ erst nach jahrelangem Kampf für die Konduktive Förderung 1963 mit den Behörden erreicht. Nach der staatlichen Anerkennung und Angliederung an das Kultusministerium konnte 1965 auch ein heute vierjähriges Hochschulstudium zum Konduktor etabliert werden. In Ungarn, England und Israel werden heute Konduktorinnen in einem Hochschulstudium ausgebildet. Dieses Berufsbild ist in Deutschland bisher nicht anerkannt, weil es hier getrennte Ausbildungen für Pädagogen und Therapeuten gibt. In Deutschland werden Weiterbildungen für Fachkräfte aus den Bereichen Pädagogik, Medizin, Rehabilitation und Psychologie zu pädagogisch-therapeutischen Konduktoren angeboten.
In Deutschland wurde die Konduktive Förderung ab 1985 durch Karin S. Weber, Universität Siegen, importiert. 1988 startete das erste Pilotprojekt mit einer Düsseldorfer Gruppe, die am Institut in Budapest gefördert und von Weber wissenschaftlich begleitet wurde. 1990 bis 1992 wurde im Auftrag des BMA das erste Pilotprojekt in Deutschland in der Taunusklinik durchgeführt und von Karin S. Weber wissenschaftlich begleitet und evaluiert. Ab 1994 verbreitete sich die Konduktive Förderung durch betroffene Eltern in den Medien. Zahlreiche Elterninitiativen und Vereine entstanden. Für die Eltern steht im Vordergrund, dass ihre Kinder nicht als „personifiziertes Defizit“ wahrgenommen werden, sondern als „Mensch, der wachsen und sich entwickeln kann.“ Eltern engagieren sich in Deutschland für die Entstehung vielfältiger Angebote, in deren Rahmen die Konduktive Förderung ausgeübt werden kann, sowie für ihre Verbreitung und Anerkennung.

### Kontroverse
In den Fachwissenschaften wird die Konduktive Förderung kontrovers diskutiert. Seit ihrem Auftreten in Deutschland setzt man sich wissenschaftlich mit ihr und ihrer Übertragbarkeit auf deutsche Verhältnisse auseinander.

## Grundlagen Petős
Pető verstand seinen Ansatz als „Zusammenführung von Sprache und Bewegungslernen im Dienst neuronaler Veränderung“. Er ging davon aus, dass die Plastizität des Gehirns eine Kompensation der Hirnschädigung möglich macht. Die moderne Hirnforschung hat nachgewiesen, dass man unter Plastizität verstehen kann, dass „multiple Teilfunktionen oder ganze Funktionen erhalten bleiben, wenn sie von der Läsion nicht berührt werden, durch eine ähnliche Funktion ersetzt werden können oder sich über einen Umweg innerhalb der neuronalen Verschaltung bemerkbar machen können“. Die Ursache der Bewegungsstörung kann von keinem Therapiemodell korrigiert werden.
Die zerebral bedingte motorische, sensorische oder Mehrfachbehinderung kann sowohl angeboren als auch später erworben sein. Der sensorische, motorische, psycho-soziale und kognitiv-sprachliche Entwicklungsprozess, der beim nicht behinderten Säugling scheinbar automatisch in Gang kommt, ist bei einer zerebralen Schädigung des Gehirns nicht ungehindert zu erwarten oder bestimmte Fähigkeiten sind nicht verfügbar. Das vorhandene, meist reflektorische Repertoire kann nicht weiter ausgebaut werden und dysfunktionale Bewegungsmuster und Verhaltensweisen bauen sich auf. „Eine Schädigung des Zentralen Nervensystems wirkt sich als Lernhindernis aus, das alle Entwicklungs-/Lernprozesse beeinflusst und somit die ganze Persönlichkeit erfasst.“ Akzeptiert man diese Sichtweise, würde das bedeuten, dass bei frühzeitiger Förderung neue, adäquate Bewegungsmuster erlernt und ausdifferenziert werden können.
Pető war der Überzeugung, dass man die motorischen Entwicklungsprozesse nicht von anderen Entwicklungsbereichen loslösen kann. Förderung musste seiner Ansicht nach vernetzt sein und Wahrnehmung, Sprache, Kognition und Motorik umfassen. Das Ziel war, die Lebenswirklichkeit des Kindes mit dem Bewegungslernen zu verknüpfen: „… die Therapie, egal wie gut sie ist, [hilft nicht], wenn sie nicht in alle Bereiche des Lebens eingebettet wird“. Damit stand Pető im Gegensatz zu damals gängigen Therapieauffassungen, die nur eine „äußerliche Behandlung der Bewegungsbehinderung ohne Eigenbeteiligung des Patienten“ kannten.

### Einflüsse
Über die Einflüsse auf Petős Grundannahmen ist viel geschrieben worden. In seiner Bibliothek finden sich Werke von Hippokrates, Paracelsus, Hufeland und Cannon. Seine Sichtweise der Heilbarkeit von Krankheiten hat er unter Pseudonym in zwei Büchern vertreten. Wichtige Impulse erhielt er aus der russischen kulturhistorischen Schule um Lurija, Wygotski und Leontjew, die in ihrer Tätigkeitstheorie Bewegungen als zielgerichtete Bestandteile von Operationen und Handlungen in Richtung auf eine Tätigkeit oder ein Motiv sahen. Das Kind soll zu Tätigkeit angeregt werden. Dadurch kommt es zur wechselseitigen Beeinflussung von Kind und Umwelt. Emotionen, Wahrnehmung und Motivation sind damit verbundene Ereignisse. Eine zielgerichtete Handlung besteht aus Einzelteilen des Bewegungsaktes, die mehr oder weniger automatisch abgerufen werden können. Dieser Aneignungsprozess ist beim zerebral versehrten Kind eingeschränkt. Wygotski erklärte die „soziale Vermitteltheit der menschlichen Entwicklung“ und damit auch der Behinderung. „Petö allerdings machte sich Wygotskis Auffassung zunutze, in dem er sie umdrehte: Wenn Behinderung sozial vermittelbar ist, dann ist es Nicht-Behinderung ebenso.“ Damit meinte er, dass die Auseinandersetzung des Säuglings mit der gegenständlichen Welt nur über die Vermittlung des Erwachsenen entstehen kann. In diesem Umgang mit den Erwachsenen kommt auch der Übungsprozess zustande.
Pető erkannte das Gewicht von sprachlichen Steuerungsfunktionen für das kognitive Lerngeschehen. Lernen erfolgt selbstregulierend, daher werden Handlungen verbal in der Ich-Form rhythmisch intendiert, so dass sich das Kind das Ziel seiner Bewegung selbst vorgibt. Für Pető war das Lernen in Gruppensituationen erfolgreicher als in Einzeltherapien, daher werden die Übungen nur in Gruppen durchgeführt. Hier werden Einflüsse des russischen Pädagogen Makarenko, aber auch seines lebenslangen Freundes Moreno, dem Begründer des Psychodramas, vermutet. Die Motivation des Lernenden und eine positive Lernatmosphäre verbunden mit einer konsequent kompetenz- und zielorientierten Sichtweise erkannte Petö als essentielle Voraussetzung für die Gestaltung optimaler Lernbedingungen.

### Ziele der Konduktiven Förderung
Das wichtigste Ziel der Konduktiven Förderung ist es, die sogenannte Orthofunktion des behinderten Menschen zu erreichen. Die Orthofunktion im Sinne von Pető bedeutet abhängig von der Schwere der Behinderung die maximale Unabhängigkeit von Hilfsmitteln und/oder fremden Personen zu erreichen. Die Fähigkeit zur selbständigen Lebensführung wird angestrebt. Pető war der Meinung, dass die Beeinträchtigung der Orthofunktion die Folge der Schädigung des Zentralen Nervensystems ist, wobei sich die entstandene Bewegungsstörung als Lernhindernis darstellt, die kompensiert werden kann. Das soll erreicht werden, indem die Eigenaktivität der Kinder gefördert wird, um individuelle Ziele zu erreichen. Nicht die alters- oder intellektbezogenen Defizite sollen konstatiert, sondern die Entwicklungsmöglichkeiten des Kindes ins Auge gefasst werden. Um von der Dysfunktion zur Orthofunktion zu gelangen, ist eine ganzheitliche Intervention notwendig.
Als Rehabilitationsziele werden verfolgt:
- Aufbau von lebenspraktischen Fähigkeiten
- Erhaltung und Ausbau von motorischen Fähigkeiten
- Entwicklung von perzeptiven und kognitiven Fähigkeiten
- Erweiterung von kommunikativen Möglichkeiten
- Entwicklung von sozialen und individuellen Fähigkeiten
- Auseinandersetzung mit der Behinderung
- gesellschaftliche Integration
- positive Persönlichkeitsentwicklung
- optimale medizinische Beratung der Eltern und Kinder[22]

### Zielgruppen
Die Konduktive Förderung ist geeignet bei zerebralen Bewegungs- und Entwicklungsstörungen wie den verschiedenen Formen der Infantilen Zerebralparese, bei motorischen Entwicklungs- und Funktionsstörungen sowie allgemein bei Störungen des zentralen Nervensystems. Der sinnvolle Einsatz der Konduktiven Förderung muss abgewogen werden bei sehr schweren Beeinträchtigungen der physischen Belastbarkeit durch Entwicklungsanomalien von Herz und Kreislauf, medikamentös nicht beeinflussbarer Epilepsie, sowie schweren Sinnesbeeinträchtigungen oder dem Vorliegen einer genetisch bedingten, fortschreitenden Erkrankung. Die Möglichkeiten und Grenzen der Konduktiven Förderung sind weniger in der Methode selbst begründet als in den jeweiligen Ressourcen der Einrichtung und Fachkräfte. Der Anwendungsbereich hat sich in den letzten Jahren deutlich erweitert: im Institut Keil in Wien und im Konduktiven Förderzentrum der Phoenix GmbH genauso wie in Hongkong wird mit Kindern mit Autismus und Wahrnehmungsverarbeitungsstörungen gearbeitet. Über die Förderung wird nach einer Voruntersuchung und anschließendem Gespräch mit den Angehörigen individuell entschieden.

### Methodik
Die konduktive Fazilitation umfasst alle mentalen, verbalen, manuellen und materiellen Hilfen und Hilfsmittel, die eingesetzt werden, um Eigeninitiative und zielgerichtete Aktivität zu erzeugen. Nach Weber, 1998, S. 112, kann Fazilitation in vier Formen eingeteilt werden:
- strukturelle Fazilitation: Raum, Zeit, Tagesablauf, Programmaufbau
- mediale Fazilitation: Petö-Mobiliar, Ringe, Stäbe usw.
- pädagogisch-psychologische und soziale Fazilitation: durch die Konduktorin, durch die Gruppe
- individuelle Fazilitation: Motivation, Lernbereitschaft, Energie des Einzelnen.[24]

Die von der Lerngruppe ausgehende Dynamik wirkt motivierend auf die Kinder. Es werden nach Möglichkeit Kinder, Jugendliche oder Erwachsene ähnlichen Alters, aber unterschiedlicher motorischer Fähigkeiten zusammengefasst, um eine dynamische, aktive Gruppe zu erhalten mit vielfältigen Möglichkeiten des Austauschs und der Nachahmung. Die konduktive Gruppe ist als Hilfe zum Aufbau eines adäquaten Lernverhaltens, als Raum für Identitätserfahrung und sozialer Aktivität gedacht. Im organisierten und gleich bleibenden Tagesablauf liegt der Schwerpunkt auf motorischen, kognitiv-sprachlichen und kreativen Programmen, die auf das Erlernen von lebenspraktischen Fähigkeiten ausgerichtet sind: Hände waschen, Toilette, Essen, Trinken, An- und Ausziehen u. v. m. In den Fördereinheiten während des Tagesablaufs werden zum Beispiel Platz- und Positionswechsel, grob- und feinmotorische Bewegungsabläufe, Koordination und Wahrnehmung mit altersgerechten kognitiven und pädagogischen Inhalten geübt. Im rhythmisch kontinuierlichen Intendieren wird durch den Einsatz von Sprache zugleich Zielsetzung, Handlungsanleitung und Selbststeuerung erreicht. Einfache, multifunktional verwendbare Pető-Möbel unterstützen den Lernprozess.

## Konduktive Förderung in Deutschland

### Rechtslage der Konduktiven Förderung in Deutschland
Seit etwa 21 Jahren werden bundesweit behinderte Kinder nach diesem Konzept gefördert, zuerst als wissenschaftliches Pilotprojekt, dann im Rahmen von Elterninitiativen mit Hilfe von Spendengeldern. Lange wurden unterschiedliche Einzelfallentscheidungen von den Krankenkassen getroffen. Vor allem in Bayern übernahm in einigen Regierungsbezirken (Schwerpunkt Oberbayern) der Sozialhilfeträger (Bezirke) die Kosten. Am 3. September 2003 entschied das BSG, dass es sich bei Leistungen der Konduktiven Förderung nach Petö um medizinische Maßnahmen handelt, die in die Zuständigkeit der Krankenkassen fallen. Das bedeutete, dass die Sozialhilfeträger diese Leistung nicht mehr im Rahmen der Eingliederungshilfe erbringen durften, da die Krankenkassen zuständig wurden. Der Gemeinsame Bundesausschuss der Krankenkassen entschied am 18. Mai 2005, dass aus den vorliegenden wissenschaftlichen Studien keine Überlegenheit der Konduktiven Förderung gegenüber den Vergleichsinterventionen (also anderen Therapieformen) abgeleitet werden könne. Die Konduktive Förderung wurde zwar als mögliches Heilmittel anerkannt, aber eine Kostenübernahme abgelehnt. Trotz des Urteils entschied der Sozialausschuss des Bezirks Oberbayern am 17. November 2005, die bereits bestehenden bzw. beantragten Plätze bis zu einer endgültigen Entscheidung über die Anerkennung weiter zu finanzieren. 2009 entschied das BSG, dass Petö als notwendige Leistung der sozialen Rehabilitation in Betracht kommt und damit von der Eingliederungshilfe übernommen werden kann.

### Aufnahme der Konduktiven Förderung in den Bayerischen Lehrplan für Förderschulen 2001
In den Lehrplan zum Förderschwerpunkt körperliche und motorische Entwicklung vom Mai 2001, Bayerisches Staatsministerium für Unterricht und Kultus, wurde die Konduktive Förderung unter Kapitel II A, Fächerübergreifende Bildungs-, Erziehungs- und Förderaufgaben aufgenommen. Vorausgegangen war ein Schulversuch in Bayern von 1995 bis 1999, durchgeführt vom ISB, dem Staatsinstitut für Schulpädagogik und Bildungsforschung. Ziel war es herauszufinden, wie sich die Konduktive Förderung mit „sonderpädagogischem Selbstverständnis vereinbaren lässt“ und welche Elemente der konduktiven Förderung umsetzbar und sich mit den Grundsätzen sonderpädagogischer Didaktik verbinden lassen. Zeitgleich wurde in der Stiftung Pfennigparade, München, ein Langzeitversuch zur Evaluation der Konduktiven Förderung durchgeführt, der Kinder bis in die Schulzeit begleitete und sich mit Auswirkungen konduktiver Fördermaßnahmen auf die kognitive und motorische Entwicklung eines Kindes befasste. Außerdem wurden verschiedene Studienergebnisse zur rehabilitativen Wirksamkeit der Konduktiven Förderung publiziert.
Die Stiftung Pfennigparade wurde seit 1995 mit den Wünschen vieler Eltern konfrontiert, deren Kinder konduktiv gefördert worden waren, diese Förderung auch innerhalb der Schule zu verwirklichen. Nachdem konduktive Gruppen und Abteilungen (Nachmittagsgruppen, SVE u. a.) innerhalb der Ernst-Barlach-Schulen der Stiftung zunehmend nachgefragt wurden, kam es 2004 mit der Eröffnung der Phoenix-Schule in München zur Gründung einer eigenen konduktiven Schule.
Ein zweites Beispiel für die Verbindung von Schule und Konduktiver Förderung gelang 2005 ebenfalls auf Drängen von Eltern. In Rohrdorf bei Rosenheim, Oberbayern, wurde 2005 auf Veranlassung des Bayerischen Staatsministeriums für Unterricht und Kultus die Bildung einer konduktiven Außenklasse (jetzt: Partnerklassen) an der Grundschule Rohrdorf veranlasst. Das Projekt war ursprünglich auf vier Jahre angelegt. Mittlerweile kooperieren zwei konduktive Partnerklassen in verschiedenen Unterrichtsfächern mit der entsprechenden Regelklasse, wodurch eine bundesweit einzigartige Verbindung von integrativen und konduktiven Elementen erreicht wurde. Dieses Projekt wurde von der Universität Würzburg wissenschaftlich begleitet und der Forschungsbericht im Juli 2009 veröffentlicht.
Im Schuljahr 2011/12 wechselte die erste Partnerklasse, die „Großen“, an die Leo-von-Welden-Mittelschule in Bad Feilnbach. Nicht alle Kinder des Anfangsprojekts sind mit nach Bad Feilnbach gegangen. Ein Schüler wechselte auf ein Gymnasium in Traunstein, eine weitere Schülerin schaffte den Übertritt auf eine Realschule. Ihre Plätze wurden von anderen Kindern/Jugendlichen eingenommen. Auch an dieser Schule entwickelte sich das Projekt erfolgreich. Die Erfahrungen sind so positiv, dass auch die zweite Partnerklasse aus Rohrdorf, die „Kleinen“, mit dem Schuljahr 2013/14 dorthin gewechselt sind, womit das Projekt „Partnerklasse“ in Rohrdorf beendet worden ist. Mit dem Schuljahr 2014/15 wird die erste KF Klasse in die Berufsbildung gehen und jede/r der Jugendlichen eine individuelle Laufbahn einschlagen. Eine Reihe dieser Jugendlichen werden weiter ambulant konduktive Förderung als Nachbehandlung im Rahmen des Persönlichen Budgets erhalten.

### Konduktive Förderung und Inklusion bzw. Einzelintegration
Das Ziel der Orthofunktion bedeutet, dass der behinderte Mensch aktiv an seinem Umfeld teilnehmen können soll, sei es im schulischen, beruflichen oder familiären Umfeld. Mit der Ratifikation der UN-Konvention über die Rechte von Menschen mit Behinderungen hat sich die Bundesrepublik Deutschland verpflichtet, die Inklusion in allen den genannten Bereichen voranzutreiben. Abhängig vom jeweiligen Bundesland wird die schulische Inklusion unterschiedlich schnell vorangetrieben und ist immer wieder Gegenstand von Kritik der Sozialverbände.
Über die Rolle der konduktiven Förderung innerhalb der Entwicklung zu einer inklusiven Gesellschaft wird intensiv reflektiert, nicht zuletzt auf der Basis der positiven Erfahrungen mit den Partnerklassen. In Rosenheim gab es zu diesem Themenkomplex im März 2012 einen Kongress mit internationaler Beteiligung unter der Bezeichnung Pető und Inklusion. Neben der gelungenen Einzelintegration eines behinderten Jungen an einer Regelschule mit einer Konduktorin als Schulbegleitung wurden verschiedene Modelle von Einzelintegrationen behinderter Kinder an Regelschulen thematisiert, die ambulant weitere konduktive Förderung an zwei Nachmittagen erhalten. Eine Konsequenz aus der Erkenntnis, dass Inklusion und Konduktive Förderung ideale Partner sind, ist die Gründung einer Privaten Grundschule im Inntal, die im Schuljahr 2013/14 ihren Betrieb aufgenommen hat. Die Grundschule arbeitet so erfolgreich mit ihrem inklusiven Konzept, dass mit dem Schuljahr 2015/16 nun die konsequente Erweiterung vorgenommen wird: im September startet die Mittelschule im selben Gebäude, basierend auf denselben Grundlagen der konduktiven Förderung wie die Grundschule und wächst von der 5. Klasse an "hoch" zu zwei jahrgangsgemischten Mittelschulklassen.

### Berufliche Weiterbildung zum PtK in Deutschland bis 2017
Da das Berufsbild der Konduktorin in mehreren Ländern durch ein Universitäts- oder Hochschulstudium erreicht wird, wird dies auch in Deutschland angestrebt. Entweder in Form eines grundständigen Studienganges oder als Aufbaustudiengang für Lehrkräfte oder Therapeuten, die einen Bachelor bereits erworben haben, soll der Abschluss „Konduktor“ erworben werden können. Im Rahmen eines Comenius EU-Projektes in den Jahren 1999 bis 2001 wurden bereits Curriculumbausteine erarbeitet. In einer im Jahr 2010 genehmigten Grundtvig-EU-Partnerschaft wird an der weiteren Erstellung von Studieninhalten gearbeitet. Die berufsbegleitende Weiterbildung zum Pädagogisch-therapeutischen Konduktor (PtK) und Heilpädagogischen Förderlehrer (HFL) und Konduktivem Gruppenassistent (KGA) sowie das dazugehörige Curriculum für verschiedene Fachgruppen aus dem pädagogischen und therapeutischen Bereich wurden in den Jahren 1998 bis 2000 von einer Expertengruppe (Phoenix GmbH Konduktives Förderzentrum der Stiftung Pfennigparade) entwickelt und durch das Bayerische Staatsministerium für Unterricht und Kultus und das Bayerische Staatsministerium für Arbeit und Sozialordnung, Familie und Frauen, anerkannt und seitdem alle drei Jahre finanziell gefördert. Fachkompetenzen bislang voneinander getrennter Berufsgruppen werden in dieser Weiterbildung vernetzt und wirken in konstanten Teamgruppen integrativ. Die berufsbegleitende PtK-Weiterbildung baut auf den Grundberufen der Teilnehmer auf und verknüpft deren Wissens- und Erfahrungsgebiete. Die Stiftung Pfennigparade stellt für alle Teilnehmer ein Zertifikat aus. Das Staatsministerium für Unterricht und Kultus fügt zum Zertifikat der Stiftung Pfennigparade für die Teilnehmer, die die Voraussetzungen erfüllen, eine Bescheinigung hinzu, in der bestätigt wird, dass diese Weiterbildung gleichwertig ist mit der staatlichen berufsbegleitenden „sonderpädagogischen Zusatzausbildung für das Personal für heilpädagogische Unterrichtshilfe zum/zur heilpädagogischen Förderlehrer/in nach Art. 60 Abs. 2 Satz 1 BayEUG“. Außerdem sollen Lehrer und Sonderschullehrer mit diesem Zertifikat bevorzugt in Schulen für Körperbehinderte eingesetzt werden.

### Studium Konduktive Förderung an der Evangelischen Fachhochschule Nürnberg seit Wintersemester 2017
Im Wintersemester 2017/2018 wird der Studiengang Heilpädagogik an der Evangelischen Hochschule Nürnberg erstmals als grundständiger Studiengang angeboten. Es werden zwei Schwerpunktsetzungen möglich sein:
1. Heilpädagogische Diagnostik
2. Konduktive Förderung und Inklusion (Voraussetzung ist die noch ausstehende Genehmigung durch das Bayerische Staatsministerium für Bildung und Kultus, Wissenschaft und Kunst)

Profil des Studiengangs – Studienschwerpunkte sind:
- Theorien und Forschungsergebnisse für die Heilpädagogik zu analysieren, sie zu überprüfen und nach Möglichkeiten von Praxistransfers zu suchen
- Theorien und praktisches Handeln zu vergleichen und ethisch zu reflektieren
- Praxiserfahrungen wissenschaftlich zu evaluieren und weiterzuentwickeln
- Kompetenzen in heilpädagogischer Diagnostik und heilpädagogischen Handlungskonzepten auszubilden
- Theorie und Forschungsergebnisse zu Konduktiver Förderung
- Praktische Kompetenzen der konduktiven Förderung
- Konduktive Förderung im inklusiven Konzept
- Theorien und Forschungsergebnisse zu Inklusion zu analysieren und Praxistransfers zu erarbeiten

## Europäische Vernetzung

### European Conductive Association (ECA)
Der ECA wurde 2004 in Budapest von Vertretern nationaler Berufsverbände aus Ungarn, Österreich, Deutschland, England und Schweden gegründet. Die Organisation versteht sich als europäischer Dachverband nationaler Berufsverbände. Sie setzt sich u. a. für die Anerkennung und Etablierung der Konduktiven Förderung und des Berufes der Konduktoren, für die Qualitätssicherung der Konduktiven Förderung, sowie für die Etablierung einer Konduktorenausbildung in der Europäischen Union ein. Eine weitere Aufgabe der ECA ist es, die länderübergreifende Informations- und Erfahrungsaustausch zwischen konduktiv arbeitenden Einrichtungen, Fachleuten, Konduktoren und Betroffenen zu unterstützen und zu koordinieren. Sitz der ECA ist Wien. Die Ausbildung europäischer Konduktoren wurde in den Jahren 2000 bis 2003 in einem EU-Projekt verglichen und in Modulen festgelegt. Ein weiteres Ziel der europäischen Vereinigung ist die Initiierung von Forschungsprojekten. Eine Forschungsgruppe hat sich im Juni 2010 in Wolverhampton mit Vertretern vieler europäischer Länder gegründet.

### International Working Group
Anlässlich des 7. Weltkongresses für Konduktive Förderung in Hongkong 2010 gründete sich die International Working Group, in der sich Vertreter der kontinentalen Verbände Europa, Asien, Nordamerika und der Internationalen Petö Association, Ungarn auf informeller Ebene treffen, um über die kontinentalen Weiterentwicklungen zu diskutieren, sich zu vernetzen und gegenseitig zu unterstützen.

### 8. Weltkongress Konduktive Förderung 2013 in Deutschland
Im Oktober 2013 fand in Fürstenfeldbruck der 8. Weltkongress Konduktive Förderung unter dem Titel Rhythm and Balance statt. Schirmherren der internationalen Veranstaltung waren Prinzessin Ursula von Bayern und Peter Maffay.